# Debbie Reese
Debbie Reese är en pedagog, bibliotekarie och forskare från Nambé Pueblo. Reese grundade organisationen American Indians in Children's Literature som analyserar representationer av ursprungsbefolkningar i barnlitteratur.

## Biografi
Reese växte upp i ett reservat i New Mexico och är registrerad stammedlem i Nambe Pueblo-nationen.
Under 1980-talet arbetade hon som grundskolelärare vid två amerikanska grundskolor samt två skolor för barn ur ursprungsbefolkning: Riverside Indian School i Anadarko, Oklahoma och Santa Fe Indian School i Santa Fe, New Mexico.
Reese avlade sin doktorsexamen i pedagogik vid University of Illinois i Urbana-Champaign. Hon tog senare en masterexamen i biblioteks- och informationsvetenskap vid San Jose State University. Efter examen undervisade hon i American Indian Studies vid University of Illinois i Chicago.
2006 grundade Reese American Indians in Children's Literature (AICL), en organisation och webbplats som arbetar med kritisk analys av hur ursprungsbefolkningar skildras i barnlitteratur.  Hon menar att klassisk amerikansk barnlitteratur, som Peter Pan och Lilla huset på prärien, skildrar ursprungsbefolkningar felaktigt och att det ger sken av att urfolken inte längre existerar i USA.
Reese förespråkar att lärare och föräldrar väljer böcker skrivna för och av ursprungsbefolkning, detta för att stimulera till engagemang kring urfolkens egna berättelser.  Återkommande har hon kritiserat de "fem stora" förlagen i USA för att publicera vita författares skildringar av urfolk. Reese var en av flera författare som kampanjade emot publiceringen av barnboken A Birthday Cake for George Washington.
2018 tilldelades hon May Hill Arbuthnot Honor Lecture Award som delas ut av American Library Association och ges för sitt arbete inom barnlitteratur.
2019 skrev hon tillsammans med Jean Mendoza boken An Indigenous Peoples 'History of the United States for Young People. Boken var en bearbetning av An Indigenous Peoples' History of the United States avsedd för en yngre målgrupp. Boken har tilldelats flera priser, bland annat  Kirkus Prize för bästa facklitteratur för unga 2019 samt School Library Journals pris för bästa facklitteratur 2019.

## Privatliv
Reese bor i New Mexico. Hon är gift och har en dotter. 